# Mokjong
König Mokjong (koreanisch 목종) (* 5. Juli 980 in Kaesŏng, Königreich Goryeo; † 2. März 1009 in Kaesŏng, Goryeo) war während seiner Regierungszeit von 997 bis 1009 der 7. König des Goryeo-Reiches und der Goryeo-Dynastie (고려왕조) (918–1392).

## Leben
Mokjong war der erstgeborene Sohn von König Gyeongjong (경종) und seiner Frau Königin Heonae (헌애), die dem Kaeseong Wang Clan (계성왕) entstammte. Bei seiner Geburt bekam er den Namen Wang Song (왕송) verliehen.
Mokjong kam im Alter von 17 Jahren nach dem Tod seines Onkels, König Seongjong (성종), auf den Thron. Im ersten Jahr seiner Regentschaft führte er eine Landreform durch. Basierend auf dem von seinem Vorgänger, König Seongjong, drei Jahre zuvor eingeführten Rankingsystem für Staatsbedienstete, wies er Land entsprechend 18 unterschiedlicher Gehaltsstufen bzw. Klassen seinen Bediensteten zu. Über das so zugewiesene Land erhielten sie ihre Gehälter, doch die Grundstückspachten der Ländereien wurden vom Staat eingezogen und verwaltet und die direkte Einziehung durch die Beamte wurde unterbunden. Auch Bauernfamilien konnten so an Land kommen, sofern sie sich an dem Militärdienst beteiligten. Wenn ein mit Land bedachter Staatsbediensteter verstarb, fiel das Land an den Staat zurück. Das neu eingeführte Bodenrecht verhinderte, dass aristokratische Familien Landrechte anhäuften und später an ihre Nachkommen vererbten.
Im 10. Regierungsjahr von König Mokjong (1007) wurde die bedeutende buddhistische kanonische Schrift, Bohyeopindaranigyeong (보협인다라니경, 寶篋印陀羅尼經) im Chongjisa-Tempel (총지사) reproduziert. Die Sutra ist eine der ältesten Holzplattendrucke aus der Goryeo-Zeit, die noch erhalten sind.
Zum Ende seiner Regentschaft wurde das Goryeo-Reich im Nordwesten von dem Khitan-Kaiser der Liao-Dynastie Shengzong (遼聖宗) bedroht. Als König Mokjong im Frühjahr 1009 wegen Intrigen und Korruption gestürzt wurde und ins Exil nach Chungju geschickt werden sollte, wurde er von dem einflussreichen Militärkommandeur der nordwestlichen Kommandantur des Goryeo-Reichs, Gang Jo (강조), ermordet. Drahtzieher seiner Entmachtung waren seine Mutter und angeheiratete Familienmitglieder. Gang eliminierte auch die rivalisierende Kim Chi-yang-Fraktion im Reich und sorgte damit für einen Machtwechsel und die Inthronisierung von König Hyeonjong (현종). Gang unterstützte die militärische Macht von Kaiser Shengzong, wurde selbst getötet und König Hyeonjong musste nach dem Einfall von Shengzongs Truppen Kaesŏng (개성) verlassen und nach Naju (나주) im Südwesten des Landes fliehen.
Der Ort des Grabs König Mokjongs ist nicht bekannt.